# Sixteenth Air Force
La Sixteenth Air Force (Air Forces Cyber), con sede presso la Joint Base San Antonio-Lackland, in Texas, è la componente aerea dello United States Cyber Command.

## Missione
Conosciuto anche come Information Warfare Numbered Air Force dell'Air Force, il comando integra capacità di intelligence multisorgente, sorveglianza e ricognizione, guerra informatica, guerra elettronica e operazioni di informazione attraverso il continuum del conflitto per garantire che le operazioni dell'USAF siano rapide, letali e completamente integrate sia nelle esercitazioni che in guerra. Sixteenth Air Force (Air Forces Cyber) fornisce l'integrazione della missione di IW a livello operativo e tattico, riconoscendo il ruolo delle informazioni nella creazione di problematiche per gli avversari nelle esercitazioni e, se necessario, in conflitti futuri.

## Organizzazione
Attualmente, al settembre 2021, lo stormo controlla:
- 616th Operations Center, Joint Base San Antonio-Lackland, Texas
- 9th Reconnaissance Wing
- 55th Wing
- 67th Cyberspace Wing
- 70th Intelligence, Surveillance and Reconnaissance Wing
- 319th Reconnaissance Wing
- 363rd Intelligence, Surveillance and Reconnaissance Wing
- 480th Intelligence, Surveillance and Reconnaissance Wing
- 557th Weather Wing
- 688th Cyberspace Wing
- Air Force Technical Application Center, Patrick Air Force Base, Florida

Sorveglianza dei trattati nucleari e rilevamento di eventi nucleari.
- - 709th Special Surveillance and Analysis Group
  - 709th Support Group